# Hejde socken
Hejde socken ingick i Gotlands södra härad, Hejde ting och Hejde setting, ingår sedan 1971 i Gotlands kommun och motsvarar från 2016 Hejde distrikt.
Socknens areal är 62,64 kvadratkilometer, varav 62,61 land. År 2020 fanns här 230 invånare. Sockenkyrkan Hejde kyrka ligger i socknen. 

## Administrativ historik
Hejde socken har medeltida ursprung. Socknen tillhörde Hejde ting som i sin tur ingick i Hejde setting i Medeltredingen.
Vid kommunreformen 1862 övergick socknens ansvar för de kyrkliga frågorna till Hejde församling och för de borgerliga frågorna bildades Hejde landskommun. Landskommunen inkorporerades 1952 i Klintehamns landskommun och ingår sedan 1971 i Gotlands kommun.
1 januari 2016 inrättades distriktet Hejde, med samma omfattning som församlingen hade 1999/2000.  
Socknen har tillhört samma fögderier och domsagor som Gotlands södra härad. De indelta båtsmännen tillhörde Gotlands andra båtsmanskompani.

## Geografi
Hejde socken är belägen öster om Klintehamn. Socknens norra del utgörs av odlingsbygd, medan den södra delen är en utlöpare av det stora skogsområdet Lojsta hed.

### Gårdsnamn
Dans, Ekeskogs, Forse, Gervalds, Hajdgårde, Häglajvs, Kauparve, Krämplause, Kvie, Kyrksmiss, Löves (Levide), Medebys, Munsarve, Prästgården, Rågåkre, Sigsarve, Simunde, Skogs, Smiss, Stenstugu, Tass, Tipsarve, Väntinge.

## Fornlämningar
Från bronsåldern finns några gravrösen. Från järnåldern finns åtta gravfält, varav ett stort vid Hajdgärde, stensträngar, sliprännor i fast häll och i block och tre bildstenar. Fyra runristningar är kända.
På Gotland har runor använts flitigt under hela medeltiden. Kyrkklockan i Hejde är från 1400-talet och har sin inskription utförd i runor, troligen den enda i bruk varande kyrkklockan i världen som har detta. Den mindre systerklockan, som också har runor, finns i grannsocknen Sanda socken men är spräckt och hänger inte i tornet utan i kyrkorummet, och används endast vid tacksägelse.

## Namnet
Namnet (1300-talet Heithum) innehåller plural av hajd, 'hed' som syftar på skogklädda områden, i detta fall Lojsta hed i socknens södra del.

## Befolkningsutveckling
| Befolkningsutvecklingen i Hejde socken 1750–2020 | Befolkningsutvecklingen i Hejde socken 1750–2020 | Befolkningsutvecklingen i Hejde socken 1750–2020 | Befolkningsutvecklingen i Hejde socken 1750–2020 | Befolkningsutvecklingen i Hejde socken 1750–2020 |
| --- | ------------------------------------------------ | ------------------------------------------------ | ------------------------------------------------ | ------------------------------------------------ |
| |                                                  |                                                  |                                                  |                                                  |
| År |                                                  |                                                  | Folkmängd                                        |                                                  |
| 1750 | 1750                                             |                                                  | 307                                              |                                                  |
| 1760 | 1760                                             |                                                  | 346                                              |                                                  |
| 1769 | 1769                                             |                                                  | 349                                              |                                                  |
| 1810 | 1810                                             |                                                  | 445                                              |                                                  |
| 1820 | 1820                                             |                                                  | 418                                              |                                                  |
| 1830 | 1830                                             |                                                  | 488                                              |                                                  |
| 1840 | 1840                                             |                                                  | 551                                              |                                                  |
| 1850 | 1850                                             |                                                  | 563                                              |                                                  |
| 1860 | 1860                                             |                                                  | 587                                              |                                                  |
| 1870 | 1870                                             |                                                  | 637                                              |                                                  |
| 1880 | 1880                                             |                                                  | 710                                              |                                                  |
| 1890 | 1890                                             |                                                  | 612                                              |                                                  |
| 1900 | 1900                                             |                                                  | 575                                              |                                                  |
| 1910 | 1910                                             |                                                  | 576                                              |                                                  |
| 1920 | 1920                                             |                                                  | 570                                              |                                                  |
| 1930 | 1930                                             |                                                  | 528                                              |                                                  |
| 1940 | 1940                                             |                                                  | 527                                              |                                                  |
| 1950 | 1950                                             |                                                  | 517                                              |                                                  |
| 1960 | 1960                                             |                                                  | 431                                              |                                                  |
| 1970 | 1970                                             |                                                  | 310                                              |                                                  |
| 1980 | 1980                                             |                                                  | 293                                              |                                                  |
| 1990 | 1990                                             |                                                  | 289                                              |                                                  |
| 2000 | 2000                                             |                                                  | 274                                              |                                                  |
| 2010 | 2010                                             |                                                  | 232                                              |                                                  |
| 2020 | 2020                                             |                                                  | 230                                              |                                                  |
| Anm: Källor: Umeå universitet - Tabellverket 1749-1859, Demografiska databasen, CEDAR, Umeå universitet, Befolkningsutvecklingen i Gotlands socknar 2000 - 2010, Befolkning per församling, Folkmängden per distrikt, landskap, landsdel eller riket efter kön. År 2015 - 2022. |                                                  |                                                  |                                                  |                                                  |

### Fotnoter
1. 1 2  Svensk Uppslagsbok andra upplagan 1947–1955: Hejde socken
2. ↑  ”Folkmängden per distrikt, landskap, landsdel eller riket efter kön. År 2015 - 2022”. Statistikdatabasen. Statistiska centralbyrån. http://www.statistikdatabasen.scb.se/pxweb/sv/ssd/START__BE__BE0101__BE0101A/FolkmangdDistrikt/. Läst 23 april 2023.
3. ↑  Harlén, Hans; Harlén Eivy (2003). Sverige från A till Ö: geografisk-historisk uppslagsbok. Stockholm: Kommentus. Libris 9337075. ISBN 91-7345-139-8
4. ↑  Administrativ historik för Hejde socken (Klicka på församlingsposten). Källa: Nationella arkivdatabasen, Riksarkivet.
5. ↑  Om Gotlands båtsmanskompani
6. 1 2  Sjögren, Otto (1931). Sverige geografisk beskrivning del 2 Östergötlands, Jönköpings, Kronobergs, Kalmar och Gotlands län. Stockholm: Wahlström & Widstrand. Libris 9939
7. 1 2 3  Nationalencyklopedin
8. ↑  Förteckning över slipskåror
9. ↑  Fornlämningar, Statens historiska museum: Hejde socken
10. ↑  Fornminnesregistret, Riksantikvarieämbetet: Hejde socken Fornminnen i socknen erhålls på kartan genom att skriva in sockennamn (utan "socken") i "Ange geografiskt område"
11. ↑  Mats Wahlberg, red (2003). Svenskt ortnamnslexikon. Uppsala: Institutet för språk och folkminnen. Libris 8998039. ISBN 91-7229-020-X. https://isof.diva-portal.org/smash/get/diva2:1175717/FULLTEXT02.pdf